# Race rare

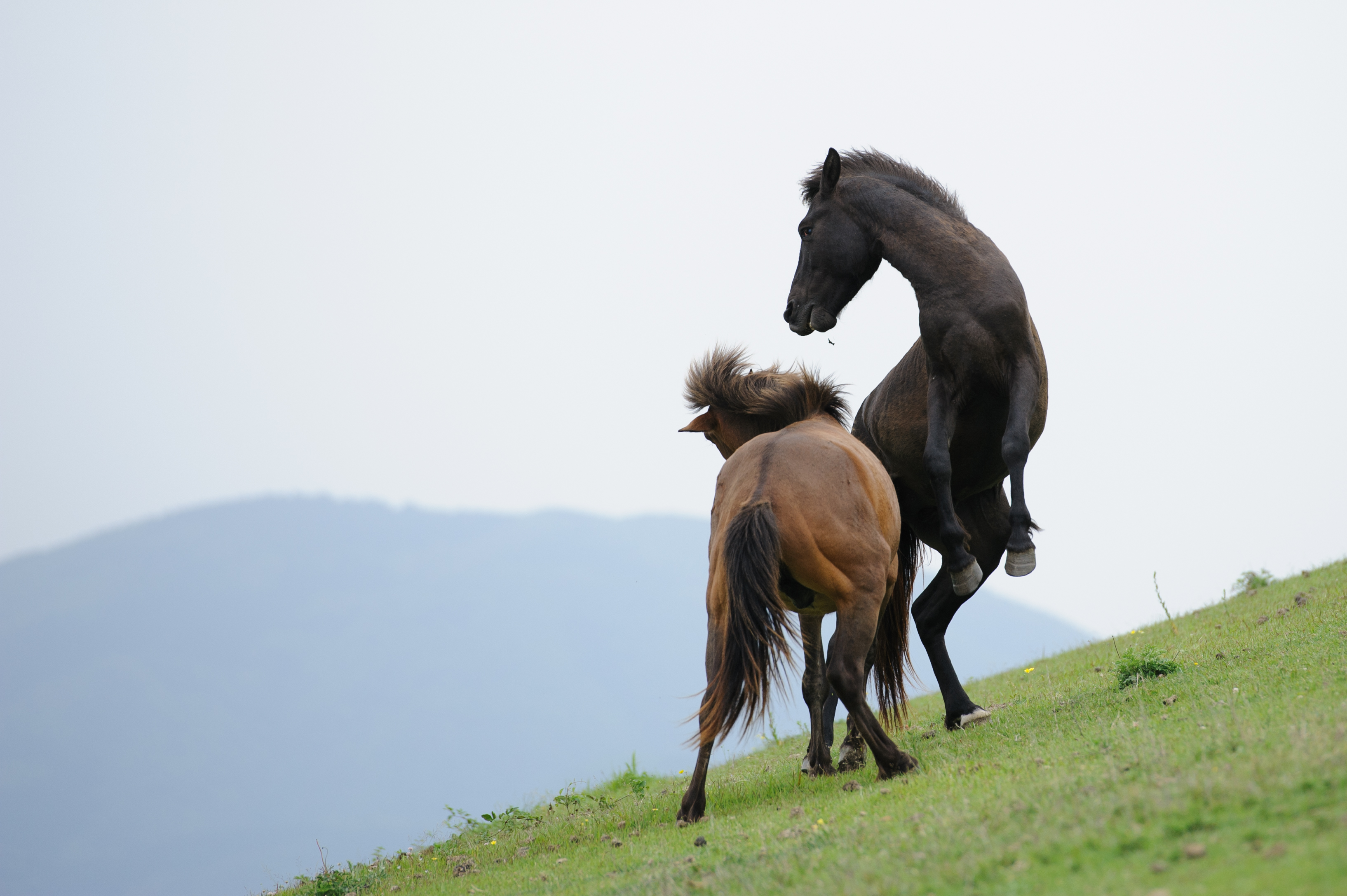
Le Misaki est une race de chevaux japonaise rare, en danger critique d'extinction.

Une race rare est, dans le domaine de l'élevage, une race animale domestique dont la population reproductrice est très réduite, généralement de quelques centaines à quelques milliers d'individus. En raison de leur petit nombre, les races rares peuvent être menacées en termes de statut de conservation, et protégées en vertu de législations locales. De nombreux pays comptent des organismes qui se consacrent à la protection et à la promotion des races rares, pour lesquelles chacun a sa propre définition.

## Définition

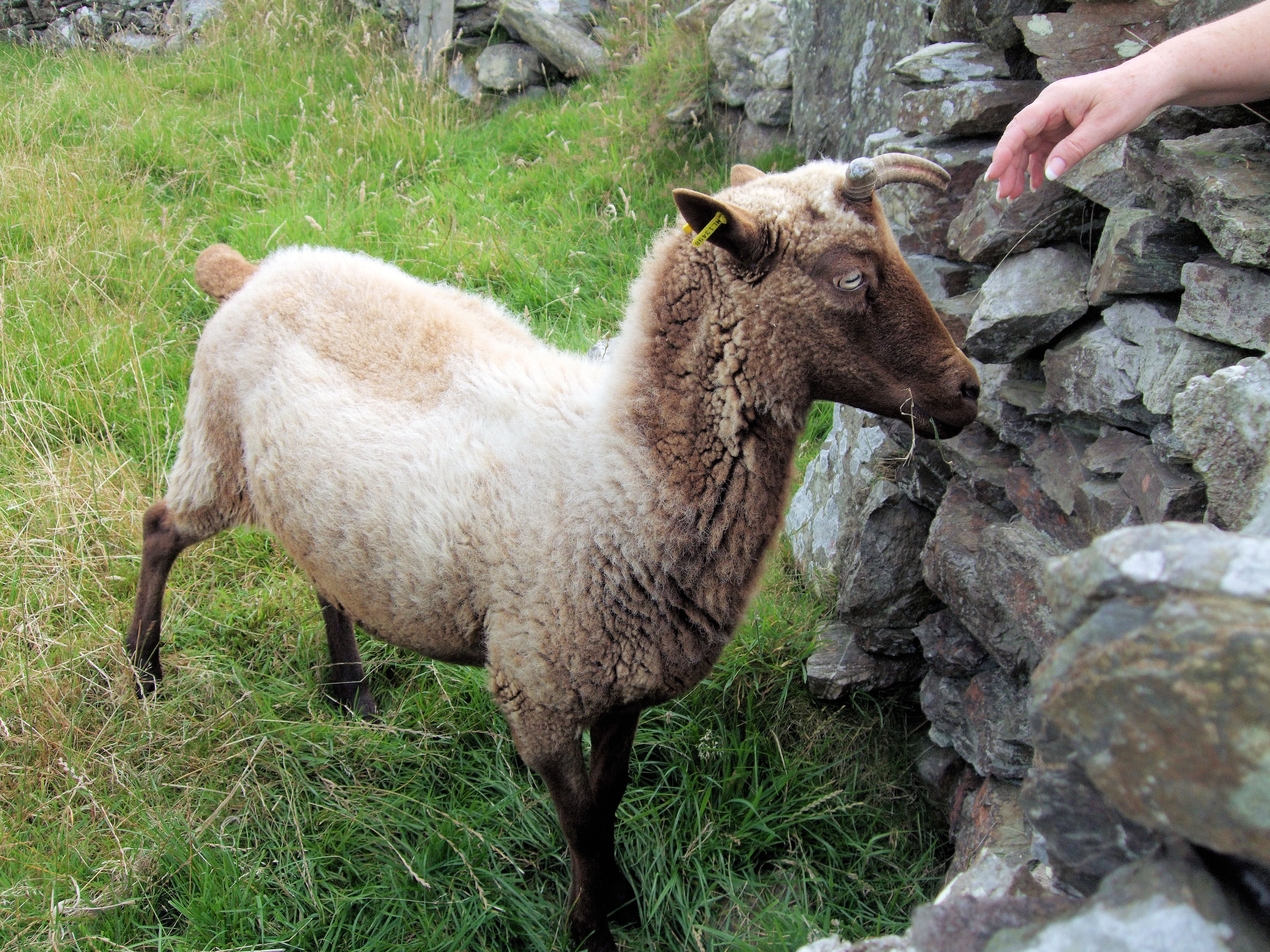
Une race rare, le mouton Manx Loaghtan de, sur l'île de Man. Il y a moins de 1500 individus enregistrés dans les élevages du Royaume-Uni.

Il existe plusieurs définitions de la race et de la race rare. Les races d'animaux domestiques peuvent être définies comme un groupe d'animaux qui partagent des caractéristiques visibles, tels que les chevaux Pinto, qui sont tous de robe pie. Une définition plus stricte insiste sur le fait que les races sont des entités génétiques « cohérentes et prédictibles », ce qui signifie que les individus de cette race vont donner une progéniture similaire aux géniteurs, et que cette similitude est d'origine génétique. Cette définition biologique est utile pour la conservation, qui traite les races comme des sources fiables de diversité génétique.
Les organismes de conservation ont chacun leur propre définition de ce qui constitue une race rare. Le Rare Breeds Survival Trust (RBST) et l'American Livestock Breeds Conservancy (ALBC) classent les races rares en cinq catégories, les « critiques » étant les plus rares. L'ALBC estime qu'une race est au stade critique quand il a moins de 200 nouvelles inscriptions annuelles aux États-Unis, et une population globale de moins de 2 000 individus. La RBST détermine le statut d'une race par le nombre de femelles reproductrices dans le Royaume-Uni. Pour les chevaux et les moutons, moins de 300 est considéré comme une population de taille critique, alors que les chèvres et les porcs doivent être à moins de 100 pour entrer dans cette catégorie.
The Poultry Club de Grande-Bretagne considère qu'une volaille est de race rare lorsqu'elle ne dispose pas de son propre club de race. Ces races rares sont prises en charge par la Rare Poultry Society (RPS). La RPS ne s'occupe pas des races qui comptent quelques individus, mais ont leur propre club.

## Causes
L'importation de races d'animaux depuis l'étranger peut provoquer la raréfaction des races traditionnelles de certains pays, ou même leur disparition. Dans l'après-guerre en Grande-Bretagne, par exemple, l'introduction du porc Poland China et des moutons Texel a affecté les populations historiques, considérées comme moins rentables pour les agriculteurs.

## Conservation

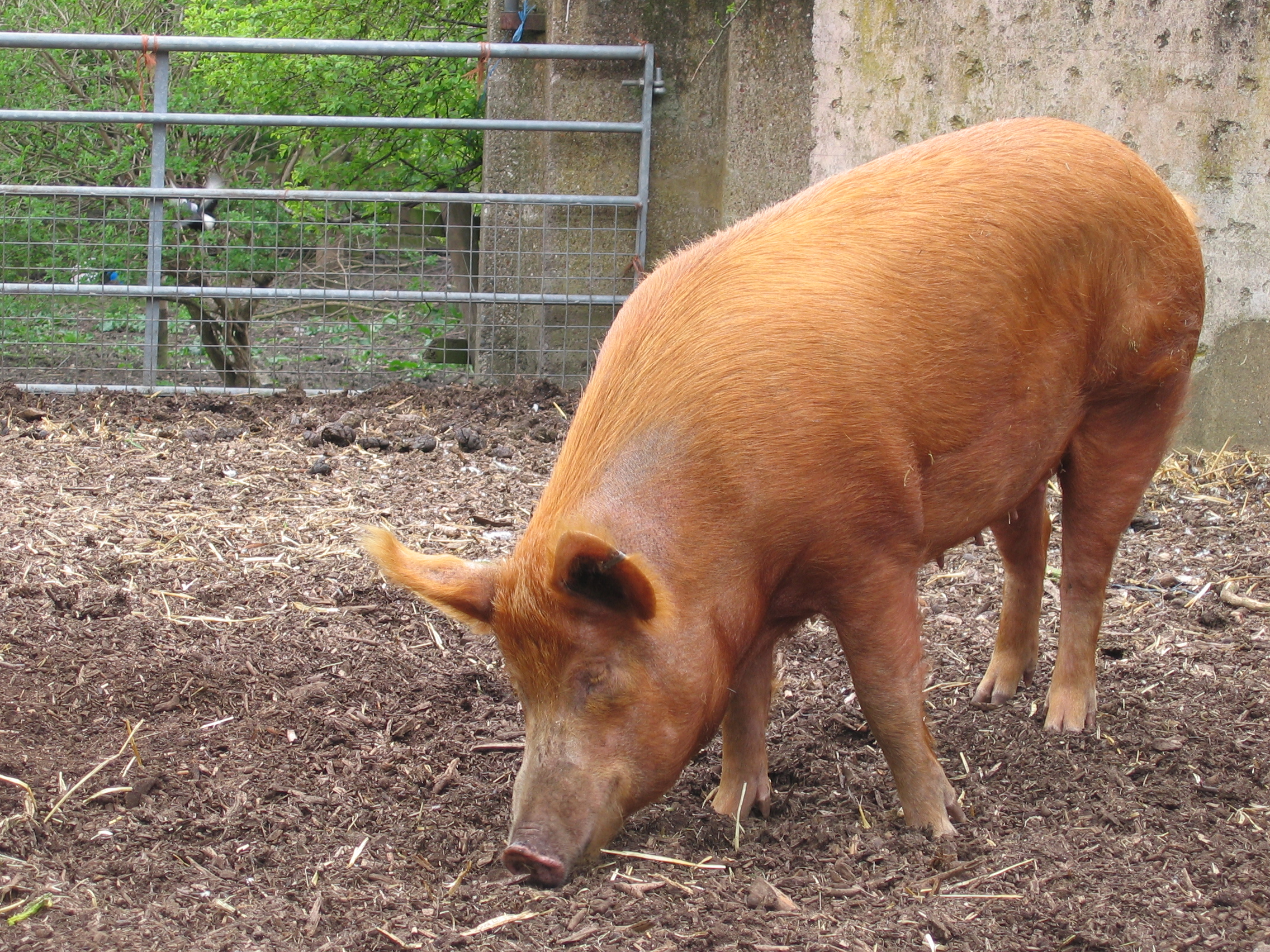
Le Tamworth est un porc de race, ce qui est rare dans son pays d'origine et à l'étranger,.

Plusieurs organisations – la FAO (Organisation des Nations unies), l'American Livestock Breeds Conservancy, le Rare Breeds Survival Trust (Royaume-Uni), Rare Breeds Canada, la SVF Foundation (US), l'Arche Austria, Pro Specie Rara en Suisse – promeuvent la conservation du patrimoine d'élevage et de la volaille pour leurs propres caractéristiques, ce qui peut contribuer à préserver la diversité génétique chez les animaux importants pour l'économie et l'alimentation humaine, ainsi que la biodiversité et des améliorations dans l'élevage.
En 2009, l'American Livestock Breeds Conservancy a lancé de petites annonces de service pour la promotion de races rares. Il permet au grand public de « consulter les listes des rares races de bétail et de volaille pour la vente, des races rares qui produisent de la viande, de la laine, et d'autres éléments qui permettent de sécuriser l'avenir des races rares ».

## Autres intérêts des races rares
Au-delà des préoccupations des organisations de conservation, il y a d'autres raisons pour garder des races rares d'animaux. Les races rares peuvent être populaires auprès des agriculteurs amateurs, car elles demandent moins d'efforts pour leur gestion. Certaines races rares sont conservées comme attractions touristiques pour attirer des visiteurs. Certains agriculteurs préfèrent vendre de la viande de races rares, estimant que ces races donnent des produits de qualité.